# Славянское (Омская область)
Славянское — деревня в Шербакульском районе Омской области России. Входит в состав Славянского сельского поселения. Население 65 чел. (2010), большинство (68 %, 2002 г.) — казахи .

## История
В соответствии с Законом Омской области от 30 июля 2004 года № 548-ОЗ «О границах и статусе муниципальных образований Омской области» деревня вошла в состав образованного муниципального образования «Славянское сельское поселение».

## География
Славянское находится в юго-западной части Омской области, в пределах Ишимской равнины, являющейся частью Западно-Сибирской равнины.
Абсолютная высота — 112 м над уровнем моря.

## Население
| 2010 |
| ---- |
| 65   |

Гендерный состав
По данным Всероссийской переписи населения 2010 года в гендерной структуре населения из 65 человек мужчин — 29, женщин — 36 (44,6 и 55,4 % соответственно)
Национальный состав
Согласно результатам переписи 2002 года, в национальной структуре населения казахи	составляли 68 % от общей численности населения в 146 чел..

## Инфраструктура
Развитое сельское хозяйство. Личное подсобное хозяйство.

## Транспорт
Проходит дорога муниципального значения.